# Drino analis
Drino analis là một loài ruồi trong họ Tachinidae.